# Balouan Cholaq
Balouan Cholaq (en kazakh : Балуан Шолақ ; né le 11 décembre 1864 à Karaotkel, aujourd'hui dans l'oblys d'Aqmola au Kazakhstan, et mort en 1919) était un compositeur, chanteur, poète, joueur de dombra, djiguit (en) et lutteur kazakh.

## Biographie
Nommé Nourmagambetov à sa naissance, Balouan Cholaq doit son nom à la brûlure de sa main droite, quand il était jeune : il fut alors surnommé Balouan Cholaq, « le combattant sans doigts ».
Balouan Cholaq devint populaire en interprétant des chansons kazakhes, notamment celles de Birjan Kojagoulova ou d'Atchan Seri, et en composant lui-même. Certaines de ses œuvres sont devenues célèbres, comme Галия (Galia) et Сентябрь (Septembre). Balouan Cholaq voyagea avec une troupe ambulante composée de conteurs, joueurs de dombra, chanteurs, cavaliers et lutteurs.
Balouan Cholaq a donné son nom à un palais des sports d'Almaty.